# Gottfried Averdunk
Gottfried Averdunk (* 30. Juni 1934 in Testorf-Steinfort, Kr. Grevesmühlen, Mecklenburg; † 9. Februar 2011 in München) war ein deutscher Tierzuchtwissenschaftler.

## Leben
Averdunk wurde in Nordwestmecklenburg geboren, musste nach dem Ende des Zweiten Weltkrieges mit der Familie den elterlichen Hof in der Sowjetischen Besatzungszone verlassen und schloss im Jahre 1955 die Oberschule in Petershagen/Weser mit dem Abitur ab. Es folgten eine zweijährige erfolgreiche landwirtschaftliche Lehre und von 1957 bis 1960 das Studium der Landwirtschaftswissenschaften an der Universität Göttingen mit der Prüfung als Diplomlandwirt. 1962 promovierte er bei  Fritz Haring zum Dr. agr. und unterzog sich der Ausbildung zum Tierzucht-Assessor im Raum Weser/Ems und Osnabrück. Durch ein Kellog-Stipendium konnte Averdunk ab 1963 ein einjähriges Zusatzstudium an der Cornell-Universität in Ithaka, New York, bei Charles Roy Henderson (Quantitative Genetik) und S. R. Searle (Versuchsplanung und Statistik) wahrnehmen und sich so die damals neuesten Erkenntnisse in Tierzucht und Zuchtprogrammen verschaffen.
Im November 1964 wechselte er in die bayerische Tierzuchtverwaltung, war zunächst im Tierzuchtamt Weilheim und ab 1. April 1965 bis 30. Juni 1999 in der Bayerischen Landesanstalt für Tierzucht (BLT) in Grub b. München tätig – zuletzt als Leiter der Abteilung Tiergenetik und Datenverarbeitung und Stellvertreter des Präsidenten im Range eines Leitenden Landwirtschaftsdirektors.

## Ehrenamt
- Langjähriges Mitglied des genetisch-statistischen Ausschusses der Deutschen Gesellschaft für Züchtungskunde (DGfZ)
- Mitglied und Sekretär der Genetikkommission der Europäischen Vereinigung für Tierproduktion (EVT / EAAP)
- Vorsitzender des Ausschusses Zuchtwertschätzung der Arbeitsgemeinschaft Deutscher Rinderzüchter (ADR)[1]
- Mitbegründer von Interbull, Schweden, und langjähriges deutsches Mitglied im Lenkungsausschuss dieser Organisation
- Mitglied der Genetikkommission bei der Züchtungszentrale Deutsches Hybridschwein (Bundeshybridzuchtprogramm)

## Schriften (Auswahl)
- Die Stationsprüfung von Bullenmüttern als Methode der Zuchtwertschätzung von Bullen : eine populationsgenetische Betrachtung. Diss. Landw. Fak. Göttingen, 1962, 97 S.
- Marktgerechte Schweineproduktion. Mit Hermann Bogner, Hamburg : Parey, 1982.
- Adolf-Köppe-Nadel für Präsident a. D. Dr. Alphons Gottschalk, In: Zkde
- Fleckvieh : Entwicklung zu einer Weltrasse. München : blv, 2001. 286 S.;
- Nachruf für Prof. Dr. Dr. h. c. mult. Horst Kräußlich, 2010

## Auszeichnungen / Ehrungen
- Ehrenteller des Bayerischen Staatsministers für Ernährung, Landwirtschaft und Forsten.
- Ehrenmedaille der Arbeitsgemeinschaft Deutscher Rinderzüchter (ADR)
- 1999 Dr. Dürrwaechter-Gedächtnispreis des Landesverbandes Bayerischer Rinderzüchter e. V.
- 1999 Großer Löwe der Arbeitsgemeinschaft Bayerischer Zucht- und Besamungsorganisationen (ABB)
- 2007 Hermann-von-Nathusius-Medaille in Gold der Deutschen Gesellschaft für Züchtungskunde (DGfZ)[2]
- Auszeichnungen der Europäischen Vereinigung für Tierproduktion (EVT / EAAP)

## Würdigung
- Averdunk hat sich in seinen 34 Jahren fruchtbarer Tätigkeit an der BLT Grub durch die Umsetzung neuer wissenschaftlicher Erkenntnisse vor allem bei den Tierarten Rind und Schwein große Verdienste in Bayern und der Bundesrepublik erworben:
- Rinderzucht
  - Erarbeitung moderner Besamungszuchtprogramme für Bayern
  - Unterstützung der weiteren Entwicklung der Rasse Braunvieh durch gezielte Tierimporte zur Einkreuzung und Leistungsverbesserung
  - Unterstützung bei der Einführung der BLUP-Zuchtwertschätzung
  - Definition und Einbeziehung aller wichtigen Merkmale – auch funktionaler und der  Fleischleistung – in die Zuchtwertschätzung
  - Forderung einer für jede Rinderrasse einheitlichen Zuchtwertschätzung in Deutschland
  - Einsatz für die Anerkennung von Interbull als Referenzzentrum für die Zuchtwertschätzung beim Rind innerhalb der Europäischen Union
  - Organisation einer arbeitsteiligen Zuchtwertschätzung für Fleck- und Braunvieh zwischen Bayern und Baden-Württemberg
  - Einbeziehung von Fleck- und Braunvieh Deutschlands in die internationale Zuchtwertprüfung mit gemeinsamer Bullenprüfung
- Schweinezucht
  - Wissenschaftliche Beratung bei Einführung des Bundeshybridzuchtprogrammes für Schweine (schon um 1970)
  - Entwicklung von Schätzformeln für die apparative Schlachtkörperklassifizierung bei Schweinen
  - Berücksichtigung von Parametern der Fleischqualität und -beschaffenheit
- Tierzucht
  - Knüpfung von wissenschaftlichen Kontakten zu Kollegen in Mittel- und Osteuropa
  - Über 100 wissenschaftliche und viele praktische Veröffentlichungen